# Contia tenuis
Contia tenuis là một loài rắn trong họ Rắn nước. Loài này được Baird & Girard mô tả khoa học đầu tiên năm 1852.

## Hình ảnh

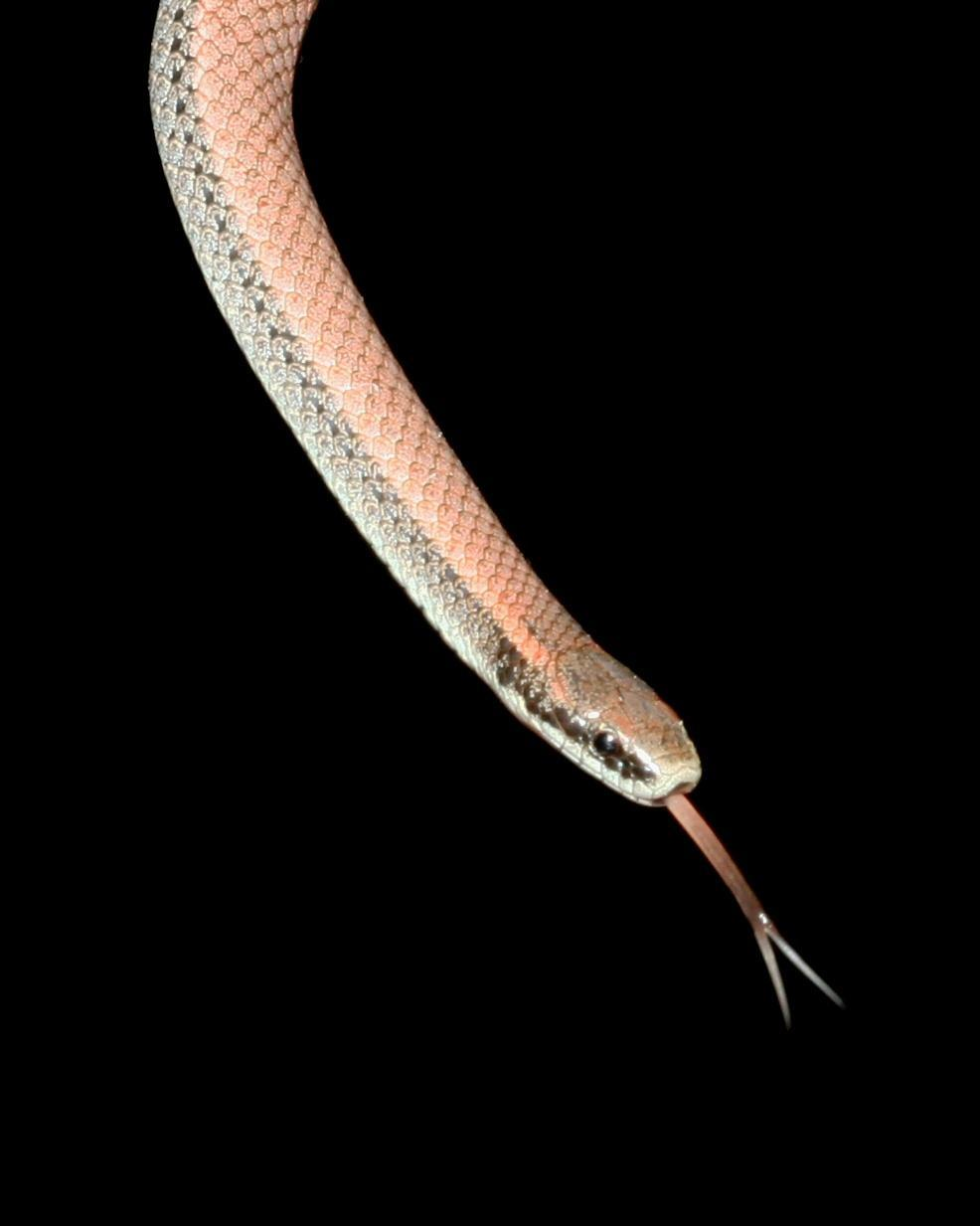